# 堀川大樹
堀川 大樹（ほりかわ だいき、1978年1月16日 - ）は、日本の生物学研究者。専門はクマムシ研究。東京都出身。

## 人物
研究資金を本人が市場から直接集める試みをしており、研究対象であるクマムシをモデルにしたキャラクタークマムシさんを発案しグッズを販売、プロデュースを手掛けている。
アウトリーチ活動に熱心であり、科学解説記事なども発表する。小保方晴子のSTAP細胞論文について、アウトリーチの視点から当初は好意的に評していたが、再現性が取れないことから後に批判的論陣に回っている。

## 経歴
- 2002年、神奈川大学理学部応用生物学科卒業。
- 2007年、北海道大学大学院地球環境科学研究科博士課程修了。北海道大学大学院地球環境科学博士。
- 2008年、NASA Astrobiology Institute Postdoctoral Fellow。
- 2011年、AXA Research Fellow、フランス国立医学衛生研究所およびパリ第5大学博士研究員。
- 2015年、慶應義塾大学先端生命科学研究所特任講師

## 著書
- 『クマムシ博士の「最強生物」学講座 : 私が愛した生きものたち』 新潮社 （2013年） ISBN 4103347112
- 『クマムシ研究日誌 : 地上最強生物に恋して』東海大学出版部 2015(フィールドの生物学 ; 15)